# 名古屋市電下江川線
下江川線（しもえがわせん）は、かつて愛知県名古屋市に存在した、名古屋市電の路線（路面電車）の一つである。同市中村区の柳橋停留場から熱田区の船方停留場までを結んでいた。

## 歴史
下江川線は名古屋電気鉄道時代に「江川線」として開業した（市営化当時は下江川線、押切線の一部、上江川線を合わせて江川線としていた）。江川線は建設中の郊外路線（郡部線）の拠点である枇杷島と名古屋港とを結ぶ路線で、枇杷島からは青果を、港からは石炭を運ぶ物流路線にする予定だったという。
八熊通以北は1971年に廃止されたが、八熊通以南は西町工場への経路として最晩年まで残存した。

### 年表
特記なき項は『日本鉄道旅行地図帳』7号を典拠とする。
- 1910年（明治43年）4月13日 - 柳橋・船方間の軌道敷設特許を取得[5]。
- 1911年（明治44年）6月24日 - 柳橋・洲崎橋間開業。
- 1912年（明治45年）5月6日 - 洲崎橋・船方間開業。
- 1971年（昭和46年）4月1日 - 柳橋・八熊通間廃止。
- 1974年（昭和49年）2月16日 - 八熊通・船方間廃止。

## 停留場
| 停留場名       | 読み                             | キロ程 | 接続路線                                                                    |
| -------------- | -------------------------------- | ------ | --------------------------------------------------------------------------- |
| 柳橋           | やなぎばし                       | 0.0    | 名古屋市電：栄町線（1971年廃止） 名鉄：一宮線（柳橋駅）（1941年廃止）       |
| 八角堂前       | はっかくどうまえ                 | 0.4    |                                                                             |
| 水主町         | かこまち                         | 1.0    | 名古屋市電：水主町延長線・岩井町線                                          |
| 日置橋         | ひおきばし                       | 1.3    |                                                                             |
| 山王橋         | さんのうばし                     | 1.8    |                                                                             |
| 古渡橋         | ふるわたりばし                   | 2.3    |                                                                             |
| 尾頭橋         | おとうばし                       | 2.8    | 名古屋市電：下之一色線（1969年廃止）                                        |
| 八熊通         | やぐまどおり                     | 3.0    | 名古屋市電：八熊東線                                                        |
| 中央卸売市場前 | ちゅうおうおろしうりしじょうまえ | 3.6    |                                                                             |
| 日比野         | ひびの                           | 3.9    | 名古屋市電：野立築地口線（1969年廃止） 名古屋市営地下鉄：名城線（日比野駅） |
| 西町           | にしまち                         | 4.6    |                                                                             |
| 一番町         | いちばんちょう                   | 5.0    |                                                                             |
| 船方           | ふなかた                         | 5.4    | 名古屋市電：築港線（1971年廃止）                                            |